# Gamification
A gamification (az angol game ’játék’ szóból és a ‑fication ’valamilyenné alakítás’ végződésből, szó szerint ’játékszerűvé tétel’) játékelemek alkalmazását jelenti  munkafolyamatokra, hogy azok érdekesebbé és lebilincselőbbé váljanak. A gamificationt elsődlegesen az online térben szokták alkalmazni, de az eredeti koncepció nem zárja ki az offline alkalmazási lehetőségeket sem.
A gamification, vagy gamifikáció motivációs szempontú elemzését és leírását a Gamifikáció szócikk tartalmazza.

## Technikák
A gamification technikák az emberekben a versengés, az eredmények, a státuszok, az önkifejezés és az altruizmus iránt rejlő vágyakat aknázzák ki és használják fel.
A gamification kulcsstratégiája a vágyott feladatok megvalósítása utáni jutalmak biztosításában rejlik.
A jutalmak sokfélék lehetnek:
- pontok,
- jelvények,
- újabb szintre lépés,
- folyamat állapotát jelző csík feltöltődése,
- virtuális fizetőeszközök,
- ranglistás helyezések, státuszjutalmak
- kedvezmények
- különleges kiváltságok

A játékosított megoldások másik alapköve a versengés. A virtuális nyeremények prezentálása egy felhasználói profilban, valamint a ranglistákon való szereplés szintén a játékosok versenyszellemének növelését segítik elő.

## Alkalmazási területek
A gamificationt marketingterületen alkalmazzák a legszélesebb körben. A Forbes Global 2000-es listáján szereplő vállalatok több mint 70%-a tervezi a gamification használatát a jövőben a marketingben, illetve vevőmegtartás céljából. 2011 novemberében például az ausztrál Yahoo! elindította a Fango nevű mobilalkalmazását, ami a tévénézést gamifikálta. A tévénézők különböző gamification eszközök segítségével interakcióba léphettek a műsorokkal, például becsekkolhattak oda (jelezve, hogy azt nézik éppen) vagy különböző jelvényeket szerezhettek. Mára ezt az alkalmazást már több százezren töltötték le és használták.
A gamificationt fogyasztói hűségprogramokban is alkalmazták már. A Starbucks személyre szabott jelvényeket osztott azoknak az embereknek, akik több alkalommal becsekkoltak hozzájuk és kedvezményeket adott azoknak, akik „Mayor” rangot szereztek (a rang akkor kapható, ha a felhasználó gyakran csekkolt be) az adott helyen.
Voltak próbálkozások a versenyképes intelligencia területén is gamification használatára, hogy ösztönözze az embereket felmérések kitöltésére, illetve próbálkoztak még alkalmazásával a márkák megítélését illető piackutatások készítésében is.
A gamificationt már nagyon sokan alkalmazták fogyasztóik elkötelezésének érdekében, illetve a weboldalaikkal szemben elvárt böngészési irány kialakításában is. Továbbá a gamification kiválóan alkalmazható a közösségi háló szolgáltatásokon alapuló honlapok iránti elköteleződés növelésében is. Erre példa a DevHub 2010 augusztusában tett bejelentése, miszerint online feladataik megoldóinak számát 10%-ról 80%-ra növelték gamification-elemek alkalmazásával.
A Stack Overflow nevű, programozással kapcsolatos kérdezz-felelek oldalon a felhasználók pontokat és/vagy jelvényeket szerezhetnek különböző lépések megtétele után, többek közt kérdésekhez és válaszokhoz vezető linkek megosztásával a Facebookon, illetve Twitteren. A közösségre épülő oldal ezzel egyfajta hierarchia fenntartásában is segít, például a ranglisták alapján választanak maguknak moderátorokat.
A gamification az ötletelések terén főleg az ösztönzésre koncentrál. Régen a brainstormingok résztvevőit kétféleképpen lehetett ösztönözni: az egyes résztvevők saját hozzájárulásuk és részvételük alapján lehetnek jutalmazva, vagy a csapat együttesen teljesítményét alapul véve. Egyik sem mondható a legideálisabbnak. Ha csak a csapat kollektív teljesítményét vesszük alapul, az például elősegíti a potyautasok megjelenését – mindenki ugyanolyan jutalmazást kap, mindegy, hogy ki milyen arányban vette ki a részét a munkából. Olivier Toubia díjazott értekezésében, az Idea Generation, Creativity, and Incentives-ben (ami egyébként a Marketing Science-ben is megjelent) ezt a problémát feszegeti. Az MIT Sloanon végzett kutatásában Toubia azt vizsgálta, hogy egy gondosan összeállított ösztönző rendszer tudja-e növelni az ötletelések eredményeit.
Kutatásai során arra a következtetésre jutott, hogy több és jobb ötletek akkor születnek, ha a résztvevők nem csak az egyéni hozzájárulásuk alapján vannak jutalmazva, hanem az is figyelembe van véve, hogy az ő hozzájárulásuk mennyire inspirált másokat. Ezt hasonlította össze az akadémiai értekezésekkel, ahol a publikációk is többé-kevésbé a későbbi kutatásokban megjelent idézetek száma alapján mondhatóak sikeresnek.
Az oktatás és a tréningek világa korábban is érdeklődést mutatott a gamification iránt. A Microsoft a Ribbon Hero 2 nevű játékkal, az Office egyik kiegészítőjének piacra dobásával segítette az embereket, hogy hatékonyan tudják használni a programot. Ez az egyik legközkedveltebb projekt, amit a Microsoft irodai alkalmazás-fejlesztő divíziója valaha a piacra dobott.
A New York City Department of Education a MacArthur, illetve a Bill és Melinda Gates Alapítványoktól érkező támogatásokkal együtt megalapította a Quest to Learn nevű iskolát, ami a játék-alapú tanulás köré szerveződik azzal a céllal, hogy az oktatást még elkötelezőbbé és relevánsabbá tegye a modern gyerekek számára.
Az SAP AG játékokat használt arra, hogy dolgozóit a fenntarthatóságra tanítsa. Az Amerikai Egyesült Államok hadserege és az Unilever is játékokat használ tréningjeik során. A Khan Academy szintén remek példa arra, hogy hogyan lehet használni a gamification technikákat az online oktatásban.
2009 augusztusában a Gbanga egy hely-alapú oktató játékot jelentetett meg Gbanda Zooh néven a zürichi állatkert számára, ami arra ösztönözte a játék résztvevőit, hogy aktívan védjék a veszélyeztetett állatokat, és ha a helyzet úgy hozza, ténylegesen vigyék vissza őket egy állatkertbe. A játékosoknak lehetőségük volt arra, hogy Zürichen belül virtuális élőhelyekről gondoskodjanak és karbantartsák azokat, ezzel összegyűjtve és megvédve a veszélyeztetett állatfajokat. A projekttel sikeresen felhívták a figyelmet a szóban forgó problémára.
Az olyan alkalmazások, mint a Fitocracy és a QUENTIQ gamificationt használnak, hogy a felhasználóikat még hatékonyabb edzésekre bírják és így javítsák az általános egészségügyi állapotukat. A felhasználók az edzéseiken nyújtott tevékenységeikért és teljesítményükért pontokkal vannak jutalmazva és ezek alapján szinteket tudnak lépni. A felhasználók küldetéseket is tudnak teljesíteni (ezekre különböző tevékenységekhez kapcsolódóan van lehetőség) és az edzéseiken elért teljesítményük egyes mérföldköveinél jelvényeket kapnak jutalmul.
A Health Month más megközelítést ad a social gamingnek azzal, hogy a sikeres felhasználóknak megengedi, hogy helyreállítsák mások pontjait, akik elbuktak bizonyos feladatok teljesítése során.
Egy másik probléma, aminek megoldására a gamificationt használják, az a dolgozói eredményesség növelése. A RedCritter Tracker, a Playcall és az Arcaris példák olyan menedzsment-eszközökre, amelyek a gamificationt használnak a munkatermelékenység javítására.
A közösségi ötletbörze (crowdsourcing) is gamifikálva lett olyan játékokban, mint például a Foldit, amit a University of Washington tervezett arra, hogy a felhasználók minél hatékonyabb struktúráit alakítsák ki a fehérjéknek. Egy 2010-es tanulmány a Nature c. tudományos lapban elismerését fejezi ki a Foldit iránt, mely szerint a módszer megegyező eredményeket produkál, vagy akár felül is múlja a korábbi algoritmusokkal számított megoldásokat.
Szakértők szerint a technika az egészségügyben, pénzügyi szolgáltatásokban, a közlekedésben, a kormányzatban dolgozók képzésében és még sok más tevékenységben is alkalmazható lesz még.
A gamificationt már alkalmazták hitelesítéseknél. A lehetőség, hogy játékokat használhatunk, mint például a Guitar Hero, értelemszerűen segíthet jelszavak megjegyzésében. Továbbá a játékok új és sokkal bonyolultabb jelszavak megjegyzését is segítik, lehetőséget adnak a jelszavak fokozatos nehezítésére.

## Története
Habár a gamification kifejezést Nick Pelling már 2002-ben megalkotta, igazán csak 2010-ben vált népszerűvé. Már azelőtt, hogy a kifejezés köztudatba került volna, mindennapinak számított a játékelemek kölcsönzése különböző területeken, többek között a tudományos vizualizáció is sok elemet vett át a videojátékokból. A Forbes egyik bloggere visszatérően nevezi Charles Coonradtot a gamification atyjának, aki 1973-ban megalapította a The Game of Work nevű tanácsadó irodát és 1984-ben írt is egy könyvet azonos címmel: The Game of Work: How to Enjoy Work As Much As Play.
A gamification kifejezés 2010-ben szerzett széles körű ismertséget és használatot, egy, a mainál sokkal speciálisabb értelemben, ami nem más volt, minthogy a játékok közösségi és jutalmazási jellegét szoftver formában egyesítsük. A technika a kockázati tőkebefektetők figyelmét is felkeltette, közülük néhányan a játékok világának egyik legígéretesebb területeként nevezték meg a gamificationt.
Több kutató nevezte meg a gamificationt a korábbi játék-fejlesztési elemek és technikák nem feltétlen játék kontextusba való adaptációjához hasonlónak. Deterding [et al.] az ember-számítógép interakciókat vizsgáló kutatásában használ játék-eredetű elemeket motiválásra és felhasználói felület tervezésre, míg Nelson a szovjet szocialista verseny koncepcióhoz és az amerikai menedzsment irányzathoz, a „fun at work”-höz való kapcsolata mellett érvel.
A gamification-technikákat használó cégeken kívül számos üzleti vállalkozás hozott létre gamification-felületeket. 2007 októberében a Bunchball (az Adobe Systems Incorporated által támogatva) volt az első vállalat, amely játékmechanizmusokat kínált, mint szolgáltatás a Dunder Mifflin Infinityn, ami a népszerű NBC TV show, a The Office közösségi oldala. A Bunchball ügyfele többek közt a Playboy, a Chiquita, a Bravo és a The USA Network.
2009 júniusában megalakult Seattle-ben a BigDoor nevű startup, mely gamification-technológiákat kínál játékokat nem alkalmazó weboldalaknak. 2010 végén kezdte el futtatni a technológiát a Badgeville, működésének első évében 15 millió dolláros kezdőtőke finanszírozással, és azóta is gamification szolgáltatásokat kínál számos nagy ügyfélnek. Többek között a Salesforce.com gamifikálása is az ő nevükhöz köthető.
Ezen folyamatokat látva szép lassan olyan nagyvállalatok, mint például az SAP AG, az IBM, az EMC, a CA, a Slalom Consulting, a Deloitte, a Microsoft, a LiveOps és a RedCritter is elkezdtek gamification-megoldásokat alkalmazni.
2011 decemberében a Salesforce.com bejelentette a Rypple felvásárlását, ami egy közösségi teljesítménymenedzselő felület, ami gamification technikát alkalmaz a dolgozók teljesítményének értékelésére és egyéb HR folyamatokban egyaránt.
2012 szeptemberében egy török gamification-startup, az Iste Oyun, létrehozta az első gamification platformot Törökországban és két hónapon belül már befektetőket is szerzett.
A legelső gamification-világbajnokságot 2014 áprilisában tervezték megrendezni San Fransiscóban.

## Jogi kérdések
A gamification egyre terjedő alkalmazása és a természetéből adódó adataggregálása miatt különböző jogi szigorításokra van szükség esetében. Legtöbbjük a virtuális pénznemek használatára, virtuális tárgyakra, adatvédelemi jogokra és munkajogokra irányul.
A legnagyobb gondot az a Bitcoin miatt rendszeresen előkerülő probléma szolgáltatja, hogy a virtuális fizetőeszközök használatát a hagyományos fizetési rendszerekkel szemben nem szabályozzák. Egy egyszerű játékon belüli fizetőeszköz esetében természetesen nincs is erre szükség, de a nagyobb virtuális fizetőeszközökkel kapcsolatos aggályok továbbra sem oszlottak el. A virtuális fizetőeszközöket ért kritikák szerint a virtuális pénznemek körüli jogi bizonytalanság kihívást jelenthet a hatóságoknak, hiszen ezt bűnözők, csalók és pénzmosók illegális tevékenységeik végzésére tudják használni.

## Kritikák
Sebastian Deterding a University of Hamburg kutatója úgy jellemezte a jelenlegi népszerű gamification-stratégiákat, hogy azok egyáltalán nem szórakoztatóak és nem is generálnak mesterséges értelmet az elért teljesítményeknek. Ugyancsak ő nyilatkozta a gamificationről, hogy a megfontolatlan döntéseket ösztönzi.
Egyes játéktervezők, mint például Jon Radoff és Margaret Robertson szintén kritizálták a technikát, amiért kizárja az olyan elemeket, mint a történetmesélés vagy az élmények, illetve egyszerű jutalmazási rendszereket használ az igazi játékmechanizmusok helyett. Kevin Salvin, az MIT professzora üzleti kutatásában kifejti, hogy a gamification félrevezető azoknak, akiknek szokatlanok a játékos formák.
Maga a gamification kifejezést is sokak kritizálták már. Ian Bogost marketingfogásnak titulálja a kifejezést, és inkább az exploitationware-t ajánlja helyette, ami szerinte frappáns kifejezés azokra a játékokra, amelyeket marketingterületen alkalmaznak. Véleménye szerint a gamification csak kiterjesztése a jelenleg is meglévő ötleteknek – mint például a hűségprogramoknak – a marketing területén.
A játékos megközelítések egyik legelismertebb szószólója, Jane McGonigal elhatárolja munkáját attól, hogy azt gamification címkével lássák el: a játékmeneten kívül kapható jutalmakat nevezi meg a gamification központi ötletének, és gameful design megnevezéssel különbözteti meg azokat a játékalkalmazásokat, ahol maga a játékélmény a jutalom.

## Fordítás
- Ez a szócikk részben vagy egészben  a   Gamification című angol Wikipédia-szócikk fordításán alapul.  Az eredeti cikk szerkesztőit annak laptörténete sorolja fel. Ez a jelzés csupán a megfogalmazás eredetét és a szerzői jogokat jelzi, nem szolgál a cikkben szereplő információk forrásmegjelöléseként.